# مقاطعة كسبي
مقاطعة كسبي هي مقاطعة في ولاية قشقداريا في أوزبكستان، ومركزها مدينة موغلان.